# Бальдерас, Антонио
Хосе Антонио де Падуа Гуадалупе Дамасо Франко де Сена Бальдерас Араус (исп. José Antonio de Padua Guadalupe Dámaso Franco de Sena Balderas Arauz; 11 декабря 1820, Мехико — 23 апреля 1882, Мехико) — мексиканский педагог.
Сын Лукаса Бальдераса Яньеса (1797—1847), мексиканского генерала, погибшего в Сражении при Молино-дель-Рей. Получил медицинское образование, входил в городской совет Мехико, распущенный в конце 1847 года после того, как мексиканскую столицу в ходе Американо-мексиканской войны заняли американские войска. С 1849 года совмещал с медицинской практикой преподавание французского языка в Горной школе, в 1850 году вновь был избран в городской совет Мехико.
Выступал как певец-любитель (баритон) — в частности, в 1860 году исполнил партию графа ди Луны в постановке оперы Джузеппе Верди «Трубадур», осуществлённой его братом Агустином Бальдерасом, вместе со знаменитой в дальнейшем солисткой Анхелой Перальта. С 1867 года преподавал французский язык в Консерватории Филармонического общества, а с 1871 года также фехтование (на актёрском отделении). Выступал в концертных и оперных программах консерватории. После того, как в 1877 году консерватория была по распоряжению Порфирио Диаса национализирована, Бальдерас занял пост её директора, на котором оставался до конца жизни.